# Kalmar blodbad (1599)
Kalmar blodbad (det senare) var en avrättning som ägde rum i Kalmar 16 maj 1599 på order av hertig Karl efter avsättningskriget mot Sigismund.
Efter att ha besegrat kung Sigismund i slaget vid Stångebro den 25 september 1598 belägrade hertig Karls styrkor Kalmar, vars ledning fortfarande var Sigismund trogen. Efter en månad intogs staden och efter ytterligare en knapp månad (12 maj) kapitulerade Kalmar slott. De tre ståthållarna, Johan Larsson Sparre, Kristoffer Andersson (Gyllengrip) och Lars Andersson Rålamb halshöggs tillsammans med slottsprästen Birger efter några dagar utan rättegång. Dessutom avrättades kansliskrivarna, vaktmästarna och knektbefälen genom hängning. Ståthållarnas huvuden uppsattes på stänger över den västra stadsporten. Sammanlagt avrättades 22 personer vid Kalmar blodbad år 1599.